# تيؤوري (جزيرة)
جزيرة تيؤوري (بالإنجليزية: Teuri Island) هي جزيرة تابعة لـ اليابان تقع في شرق آسيا في أرخبيل الأرخبيل الياباني. يبلغ عدد سكانها 366 نسمة (بكثافة 66.5 شخص لكل كيلومتر مربع) وذلك حسب إحصائيات سنة 2010. يبلغ ارتفاعها عن سطح البحر قرابة 184.5 متر. تبلغ مساحتها 5.5 كم².